# Jevremovac
Jevremovac (en serbe cyrillique : Јевремовац) est une localité de Serbie située sur le territoire de la ville de Šabac, district de Mačva. Au recensement de 2011, elle comptait 3 381 habitants.
Jevremovac est officiellement classé parmi les villages de Serbie.

## Démographie

### Évolution historique de la population
| 1948 | 1953 | 1961  | 1971  | 1981  | 1991  | 2002  | 2011  |
| ---- | ---- | ----- | ----- | ----- | ----- | ----- | ----- |
| 734  | 838  | 1 041 | 1 234 | 1 940 | 2 877 | 3 310 | 3 381 |

|  |